# Dolina Grzybowska

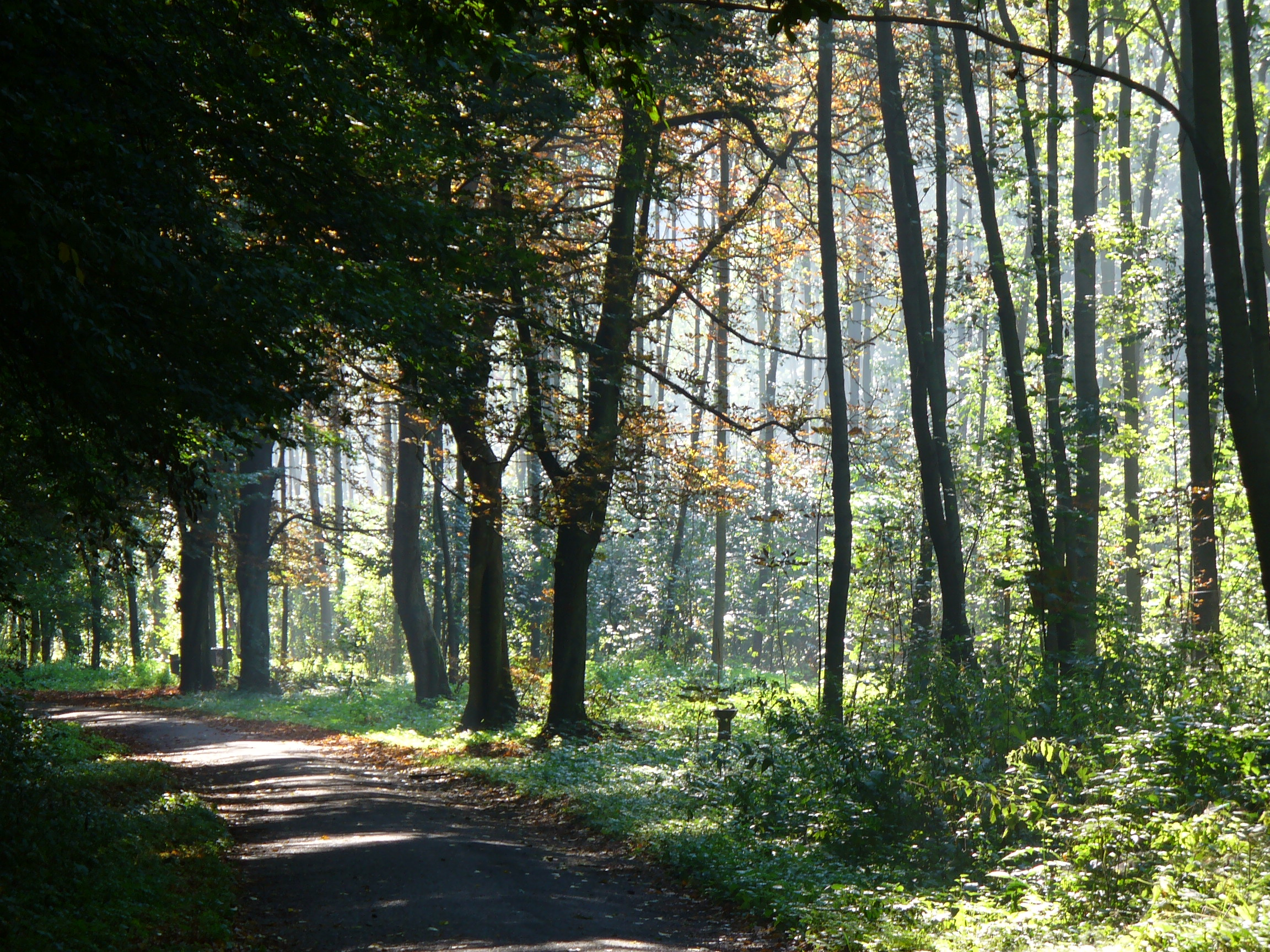
Dolina Grzybowska

Dolina Grzybowska – niewielka dolina wcięta w zbocza wschodniej części Garbu Tenczyńskiego na Wyżynie Krakowsko-Częstochowskiej, pomiędzy Balicami a Zabierzowem. Jest porośnięta lasem głównie dębowym. Dnem płynie niewielki potok stanowiący prawobrzeżny dopływ Rudawy. Cały obszar doliny znajduje się na terenie Tenczyńskiego Parku Krajobrazowego. Od drogi wojewódzkiej nr 774 prowadzi dojazd do parkingu i restauracji „Kmita” u wylotu doliny.
Dnem doliny Nadleśnictwo Krzeszowice w 2000 r. wyznaczyło ścieżkę dydaktyczną „Dolina Grzybowska” o długości 2,5 km z 5 przystankami informującymi o problemach ochrony przyrody i gospodarki leśnej.
Około 150 m na północ od wylotu doliny znajduje się duża wapienna Skała Kmity. 